# SAP Garden
Le SAP Garden est une salle polyvalente située dans le parc olympique de Munich dans la capitale bavaroise Munich. Construite sur le site de l'ancien stade cycliste olympique, qui a été démoli en 2015, la salle offre un espace pouvant accueillir jusqu'à 12 500 visiteurs. Le club de hockey sur glace EHC Red Bull Munich et l'équipe de basket-ball du Bayern Munich jouent leurs matchs à domicile dans la salle. 
La salle SAP Garden a été inaugurée le 27 septembre 2024 avec un match exhibition de hockey sur glace opposant les Buffalo Sabres de la NHL et l'équipe locale du Red Bull Munich.

## Projet
En août 2017, le Red Bull Stadion München GmbH, en coordination avec la ville de Munich, a annoncé un concours d'architecture à participation internationale. En novembre 2018, le jury a sélectionné deux lauréats parmi huit créations. Le client, Red Bull Stadion München GmbH, a chargé les architectes danois 3XN de Copenhague en coopération avec les architectes paysagistes de Latz + Partner de la construction, qui devrait coûter environ 100 millions d'euros. L'entreprise Red Bull prend en charge l'intégralité des coûts de construction. Un parking souterrain de 220 places sera aménagé sous la salle polyvalente. En plus de la salle principale, il y aura trois patinoires couvertes pour l'entraînement, les sports juniors et populaires et le patinage public. À cette fin, la capitale de l'État a conclu un contrat avec les constructeurs, en tant que deuxième locataire aux côtés du FC Bayern. La façade présente une structure lamellaire verticale. La zone d'entrée est vitrée, le toit sera végétalisé.

## Construction
Le premier coup de pioche était initialement prévu pour l'été 2019, mais en raison de problèmes d'eaux souterraines contaminées sur le site de construction prévu, il n'a eu lieu que l'hiver suivant. Les premiers travaux d'excavation sur le site ont débuté le 1er janvier 2020. Par ailleurs, la construction des voies de chantier provisoires avec trottoirs et passage pour piétons a commencé, ce qui a nécessité des abattages d'arbres d'accompagnement. La pose de la première pierre a eu lieu en février 2021, mais sans invités ni visiteurs en raison de la pandémie de COVID-19.
En octobre 2021, un report des travaux de construction et de mise en service fin 2023 a été annoncé,. Outre les retards, les coûts de construction ont également augmenté de 100 millions à 150 millions d'euros. Finalement la salle a été inaugurée en septembre 2024.

## Nom
Le sponsor naming est le fabricant allemand de logiciels SAP. Étant donné que la salle multifonctionnelle de Mannheim porte déjà le nom de SAP Arena, cette appellation a été exclue dès le départ. À partir de mars 2019, les noms ont été soumis à un concours via Internet. Le nom définitif du lieu a été annoncé en mars 2019. La salle s'appellera SAP Garden. Le nom est basé sur le célèbre Madison Square Garden de New York, ou The Garden en abrégé. La désignation Garden l'a emporté par référendum de justesse devant Park.

## Capacité
La salle était initialement prévue pour accueillir jusqu'à 11 500 spectateurs (basketball) ou 10 500 spectateurs (hockey sur glace), avec jusqu'à 2 000 places debout. La surface brute de plancher sera de 62 500 mètres carrés. Onze loges de 156 places et environ 1 000 places affaires sont également prévues.
Lors d'une réunion entre Red Bull Munich et les fan clubs fin janvier 2020, il a été indiqué que la salle debout initialement prévue serait augmentée, augmentant la capacité à environ 12 500 spectateurs (basketball) et environ 11 250 spectateurs (hockey sur glace).

## Usage
Le club de hockey sur glace EHC Munich, qui joue actuellement ses matchs à domicile dans le stade de glace olympique obsolète, utilisera la salle avec l'équipe de basket-ball du FC Bayern Munich en tant que locataire à long terme (contrat de 15 ans). Le temps de conversion entre un match de hockey sur glace et un match de basket devrait être possible en huit heures au début et six heures plus tard, puisque les planches n'ont pas besoin d'être démontées et que la surface de la glace est recouverte d'un sol multifonctionnel. De cette façon, deux événements pourraient avoir lieu en une journée. À pleine capacité, les deux équipes peuvent chacune jouer 40 matchs sur le nouveau site. De plus, un maximum de 20 autres événements sportifs et 20 événements liés au sport peuvent être organisés.
Le SAP Garden a été annoncé le 10 juin 2021 comme l'un des six sites du Championnat d'Europe de handball masculin en janvier 2024. Le 8 juillet 2022, Red Bull Stadion München GmbH a annoncé que la salle ne serait pas achevée à temps en raison de pénuries de construction et de matières premières, de goulots d'étranglement d'approvisionnement et d'une pénurie de travailleurs qualifiés. La nouvelle date d'ouverture étant prévue au printemps 2024, la vente à l'avance de billets pour Munich a été initialement arrêtée. L'Olympiahalle voisine l'a ensuite remplacée.
Le 28 octobre 2024, la Fédération allemande de handball a annoncé les six sites du Championnat du monde masculin de handball 2027 en Allemagne. Le SAP Garden est destiné à accueillir le groupe du tour préliminaire avec l’Allemagne, pays hôte.

## Liens
- sapgarden.com : Site officiel
- Hoeneß: „Neue Halle ein Gewinn für die Stadt“ – FC Bayern Basketball. Dans : fcb-basketball.de. 14 février 2019 ; récupéré le 20 février 2019.
- Architekturbüro 3XN erhält Zuschlag für den Bau der neuen multifunktionalen Sportarena. Dans: redbullmuenchen.de. EHC Munich, 14 février 2019, récupéré le 21 février 2019.
- Sportsarena Olympiapark. Dans : 3xn.com. Récupéré le 21 février 2019 (Anglais).
- 1. Preis für die neue Sportarena im Münchner Olympiapark. Dans : latzundpartner.de. 14 février 2019, récupéré le 21 février 2019.